# Plectiscidea crassicornis
Plectiscidea crassicornis là một loài tò vò trong họ Ichneumonidae.